# Pieter van Musschenbroek
Pieter van Musschenbroeck (Leida, 14 marzo 1692 – Leida, 19 settembre 1761) è stato un fisico olandese.
Fu membro di una famiglia di fonditori di ottone e di costruttori di strumenti scientifici. Studiò nell'Università di Leida dove, nel 1715, si addottorò in medicina. Conseguì poi un dottorato in filosofia e si occupò di matematica. Fu dapprima professore a Duisburg, poi a Utrecht e infine a Leida, dove insegnò filosofia sperimentale succedendo a Willem Jacob 's Gravesande (1688-1742) e fisica succedendo a Jacob Wittich (1677-1739). Scrisse diversi trattati di fisica newtoniana, che divennero assai popolari e che si caratterizzarono per il sistematico ricorso ad apparati sperimentali. La sua fama attirò in Olanda meridionale numerosi studiosi tra i quali l'abate Jean-Antoine Nollet (1700-1770). Jan van Musschenbroek (1684-1748), fratello di Pieter, fu l'artefice di molti degli strumenti illustrati nei testi di 's Gravesande.
Contribuì, nel 1736, al perfezionamento della lanterna magica, introducendo un dispositivo grazie al quale era possibile ottenere il movimento dell'immagine per mezzo della sovrapposizione di due pezzi di vetro. Più precisamente, il movimento si otteneva azionando la cordicella o asticella che era fissata ad uno dei due pezzi di vetro, quello mobile, su cui era disegnata la parte della figura che si intendeva far muovere.

## Opere

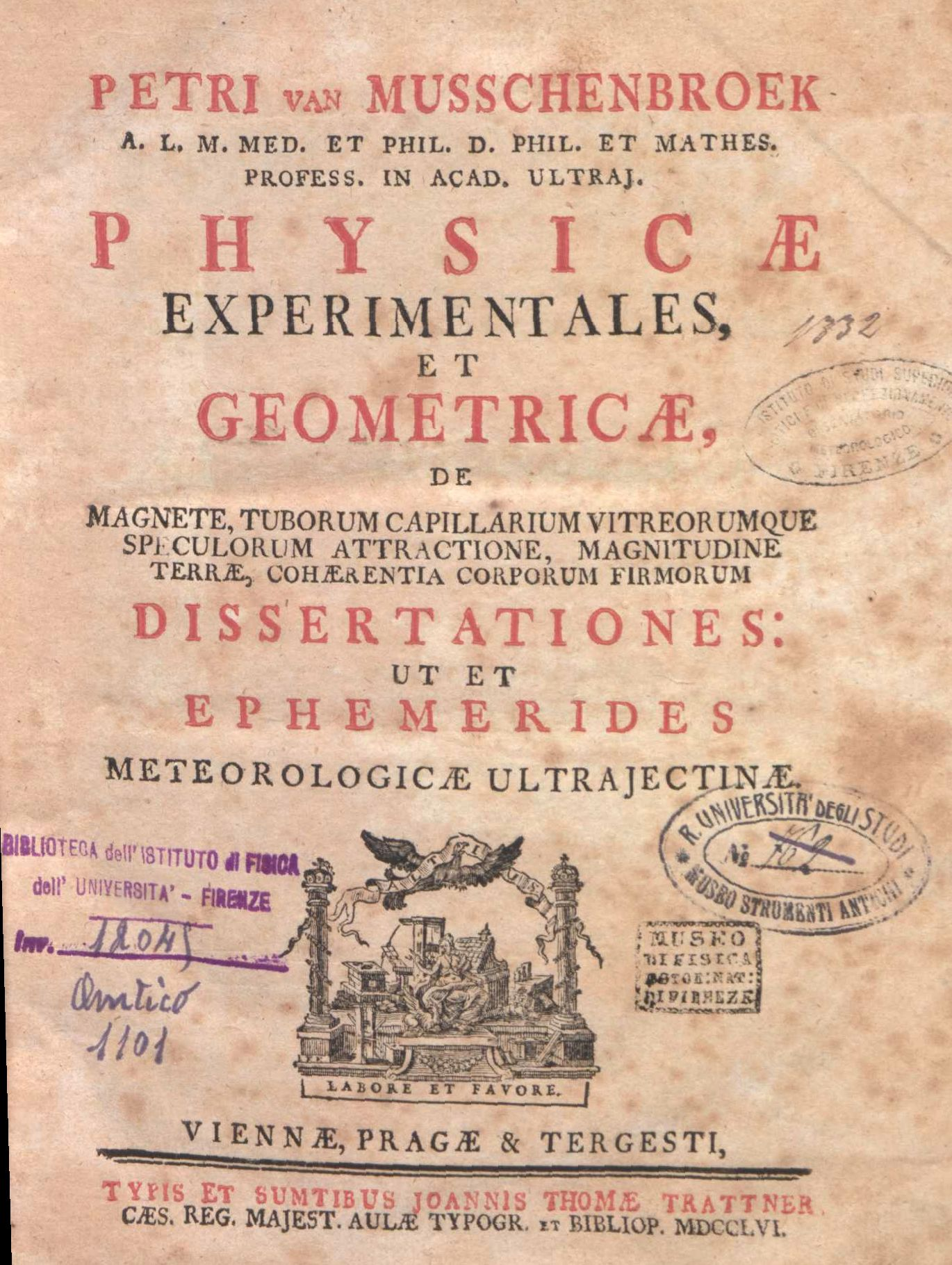
Physicae experimentales et geometricae dissertationes, 1755

- (LA) De fluido, Leiden, Gerrit Potvliet, 1743.
- (LA) Dissertatio physica experimentalis de magnete, Wien, Johann Thomas von Trattner (1.), 1754.
- (LA) Physicae experimentales et geometricae dissertationes, Wien, Johann Thomas von Trattner (1.), 1755.
- (LA) Elementa physicae conscripta in usus academicos, Venezia, Giovanni Battista Remondini, 1761.
- (LA) Elementa physicae conscripta in usus academicos, Napoli, Giovanni Francesco Paci, 1771.
- (LA) Elementa physicae conscripta in usus academicos, Bassano, Remondini, 1781.
- (LA) Introductio ad philosophiam naturalem, vol. 1, Padova, Tipografia del Seminario, 1824.
- (LA) Introductio ad philosophiam naturalem, vol. 2, Padova, Tipografia del Seminario, 1824.